# Ixhuatlancillo
Ixhuatlancillo är en kommunhuvudort i Mexiko.   Den ligger i kommunen Ixhuatlancillo och delstaten Veracruz, i den sydöstra delen av landet, 220 km öster om huvudstaden Mexico City. Ixhuatlancillo ligger 1 446 meter över havet och antalet invånare är 4 680.
Terrängen runt Ixhuatlancillo är kuperad åt nordost, men åt sydväst är den bergig. Runt Ixhuatlancillo är det mycket tätbefolkat, med 1 361 invånare per kvadratkilometer. Närmaste större samhälle är Orizaba, 7,3 km sydost om Ixhuatlancillo. Trakten runt Ixhuatlancillo består till största delen av jordbruksmark.